# Henry D. Gilpin

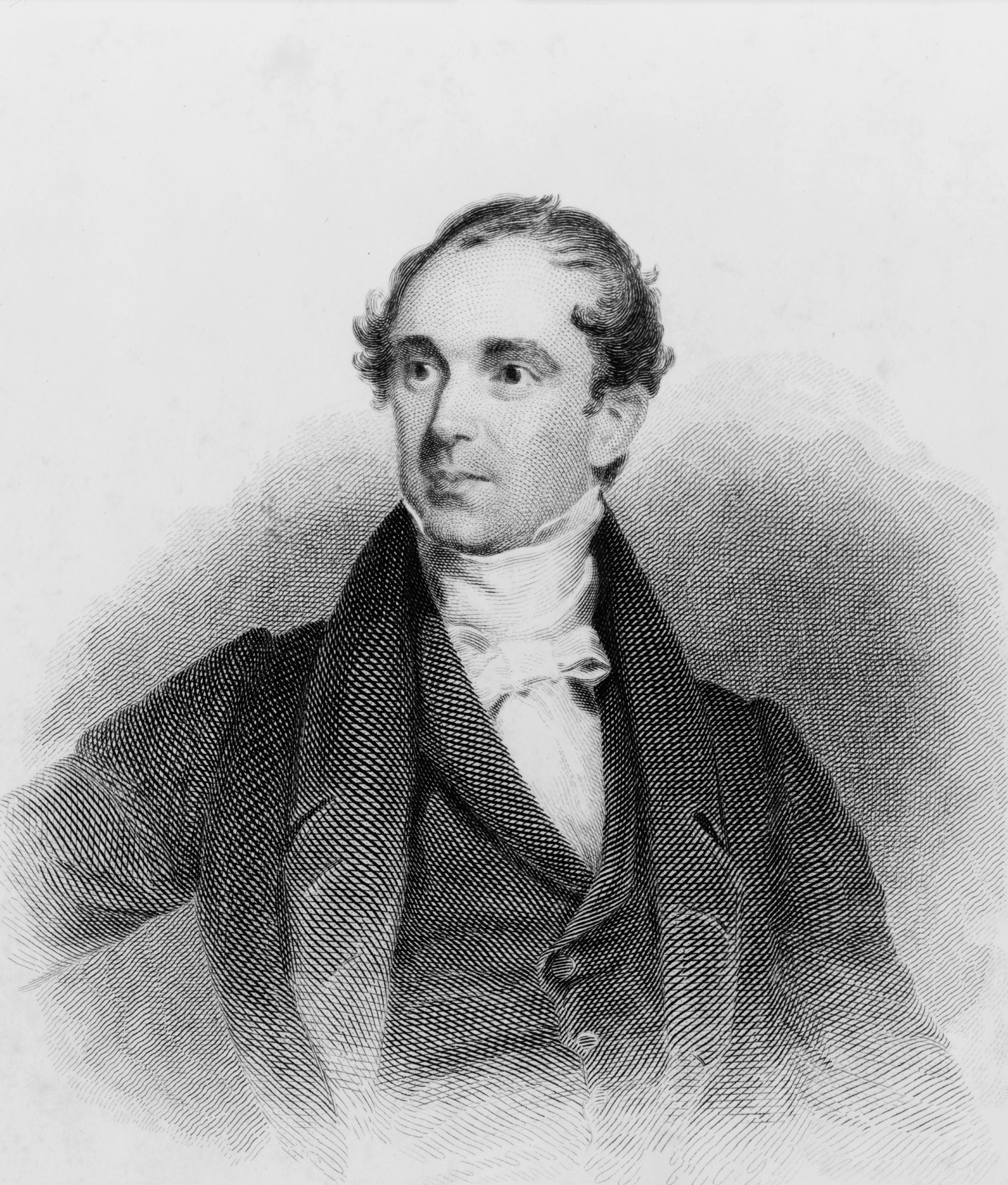
Henry D. Gilpin (1840)

Henry Dilworth Gilpin (* 14. April 1801 in Lancaster, England; † 29. Januar 1860 in Philadelphia, Pennsylvania) war ein US-amerikanischer Jurist, Politiker und Justizminister (Attorney General).

## Studium und berufliche Laufbahn
Henry Gilpin, der aus einer Quäkerfamilie stammte, befand sich mit seinen Eltern auf Auslandsreisen, so dass er 1812 bis 1816 eine Schule in der Nähe von London besuchte. Sein Vater informierte sich in dieser Zeit über neue Methoden der Papierherstellung.
Nach der Rückkehr nach Amerika absolvierte er zunächst ein allgemein bildendes Studium an der University of Pennsylvania. Anschließend studierte er Rechtswissenschaften in der Kanzlei des späteren Kongressabgeordneten Joseph Reed Ingersoll. Nach der anwaltlichen Zulassung 1822 und einer mehrjährigen Tätigkeit als Rechtsanwalt wurde er 1831 als Nachfolger von George M. Dallas zum Bundesstaatsanwalt für den östlichen Bezirk von Pennsylvania ernannt. Während dieser Zeit wurde er auch Mitglied der American Philosophical Society und war von 1833 bis 1835 Mitglied des Vorstandes der Second Bank of the United States.

## Politische Laufbahn
1837 folgte seine Berufung zum beratenden Anwalt (Solicitor) des US-Finanzministeriums. Am 11. Januar 1840 wurde er von Präsident Martin Van Buren zum Justizminister (Attorney General) ernannt. In dieser Funktion blieb er bis zum Ende von Van Burens Präsidentschaft am 4. März 1841 im Amt.
Während seiner Amtszeit fanden vor dem United States Supreme Court die so genannten Amistad-Prozesse statt. Die Amistad-Prozesse waren ein Schritt bei der Abschaffung der Sklaverei in den Vereinigten Staaten und fanden von 1839 bis 1841 statt. Erst nach langen Gerichtsverhandlungen (unter anderem aufgrund einer vom damaligen Präsidenten Martin Van Buren betriebenen Berufung und der deshalb notwendigen Verhandlung vor dem Supreme Court), sowie Streitigkeiten über ein Seerechtsabkommen mit Spanien, welche über das Schicksal (d. h. den Rechtsstatus) der Afrikaner entschieden, wurde 1842 – nach der Feststellung ihres Rechts auf persönliche Freiheit – ihre (teilweise) Rückkehr auf den Heimatkontinent durch die US-Regierung organisiert.

### Spätere Ehrenämter
Nach seinem Rückzug aus der Politik nahm er seine Tätigkeit als Rechtsanwalt wieder auf. Daneben war er von 1853 bis 1858 Präsident der Pennsylvania Academy of the Fine Arts sowie auch Vizepräsident und Treuhänder (Trustee) der Philadelphia Historical Society.

## Schriften
Zwischen 1826 und 1832 verfasste er unter dem Titel Atlantic Souvenirs einen siebenbändigen Bericht über seine Reisen nach Harpers Ferry (West Virginia), Shenandoah Valley, Weyer‘s Cave, Natural Bridge (Virginia), Lexington (Virginia), Charlottesville, Fredericksburg (Virginia), Washington sowie weiteren Orten in anderen Bundesstaaten am Atlantik und in den Südstaaten.
Weitere Werke:
- Gilpin Reports. 1837
- Reports of Cases in the United States District Court for the Eastern District of Pennsylvania, 1828–'36. Philadelphia 1837
- The Papers of James Madison. 3 Bände, 1840
- Opinions of the Attorney-Generals of the United States, from the Beginning of the Government to 1841. 2 Bände, Washington, 1841
- Memorial of Henry D. Gilpin. 1860